# Ernst-Wilhelm Springer
Ernst-Wilhelm Springer (* 8. Mai 1925 in Alveslohe, Kreis Segeberg; † 19. September 2007) war ein deutscher Politiker (SRP) und ehemaliges Mitglied des Niedersächsischen Landtages.

## Leben
Nach Ende der Schule absolvierte Ernst-Wilhelm Springer ein Praktikum im Maschinenbau. Er meldete sich als Kriegsfreiwilliger im Zweiten Weltkrieg und geriet in Kriegsgefangenschaft. Nach Kriegsende und seiner Freilassung gründete er in Curau, Ostholstein eine Maschinenfabrik. 
Anfang Oktober 1949 gründete er gemeinsam mit Otto Ernst Remer und weiteren kleineren ehemaligen NS-Funktionären die Sozialistische Reichspartei (SRP). Er wurde zunächst Vorsitzender des Soltauer Kreisverbandes, dann ab Januar 1951 Bezirksleiter in Osnabrück (Bezirk V). Die SRP forderte "Treue zum Reich" und den "Schutz der Ehre des deutschen Soldaten", ein Sammelbecken alter Nazis, denen die Amnestie und die Entnazifizierung nicht zügig genug vorangingen und denen, wie sie selbst sagten, "alle Mittel recht (waren), diesen Staat zu stürzen".
Vom 6. Mai 1951 bis 23. Oktober 1952 war er Mitglied des Niedersächsischen Landtages (2. Wahlperiode), dabei wirkte er vom 30. Mai 1951 bis 9. Oktober 1952 auch als Schriftführer des Niedersächsischen Landtages. Im Zeitraum 15. Juli 1952 bis 23. Oktober 1952 trat er als Mitglied der Fraktion der Abgg. Dr. Schrieber und Gen. auf. Nach dem Verbot der SRP durch ein Urteil des Bundesverfassungsgerichts vom 23. Oktober 1952 erlosch sein Mandat wie das aller anderen SRP-Fraktionsmitglieder (BVerfGE 2, 1).
Nach 1952 floh er zusammen mit Otto Ernst Remer nach Syrien, wo beide im Umfeld ehemaliger Nationalsozialisten für die Orient Trading Company (OTRACO) arbeiteten.
Im Januar 1962 wurde in Bad Segeberg unter Springers Fahrzeug von Unbekannten eine Plastikbombe angebracht; aufgrund einer anonymen Warnung schaltete er die Polizei ein. In den darauffolgenden Ermittlungen wurden seine geschäftlichen Aktivitäten eingehender untersucht, und er wurde wegen Verstößen gegen das Sprengstoff- und Waffengesetz und wegen illegaler Kriegswaffenausfuhr angeklagt.